# Trampa estratigràfica
Una trampa estratigràfica o trampa sedimentària és una estructura geològica particular que, per la combinació de les seves característiques geomètriques i l'estratigrafia de la sèrie sedimentària que la constitueix, és capaç de retenir, atrapant als hidrocarburs líquids (petroli) o gasosos (metà).

## Descripció

Extracció de cru d'una trampa petroliera

Els hidrocarburs són generats per una roca rica de matèria orgànica (anomenada roca mare), després augments de la pressió i temperatura. Si hi ha la possibilitat de desplaçament dels hidrocarburs, aquests poden migrar entre les roques poroses i permeables, anomenades roques del jaciment.
Quan la roca del jaciment està coberta per altres roques impermeables (com per exemple, argila), que impedeixen el desplaçament addicional dels hidrocarburs, es forma una trampa sedimentària. Altrament, els hidrocarburs gasosos tendeixen a pujar, dispersant-se finalment en l'atmosfera si són gasos, o descomponent-se per activitat bacteriana i l'oxidació en el cas dels hidrocarburs líquids.
A diferència de les trampes estructurals, una trampa sedimentària no requereix especial disposició estructural de les capes de roca, sinó que requereix l'existència d'un tancament lateral i en la part superior de les capes poroses amb roca impermeable. Cronològicament, l'exploració i explotació de jaciments continguts dins de trampes estratigràfiques és posterior al de les trampes estructurals, perquè la identificació de trampes estratigràfiques és més complexa, no sent d'ajuda l'estructura geomètrica de les roques i, per tant, requereix un coneixement adequat de la seqüència estratigràfica local.
Aquestes trampes es troben típicament aquestes dins de les seqüències sedimentàries detrítiques amb variacions de fàcies laterals, que es poden trobar en dipòsits costaners relacionats amb transgressions marines, en ambient eòlic on les sorres de les dunes estan cobertes amb dipòsits d'argila llimosa de la plana al·luvial. Altres casos típics són donats per dipòsits constituïts de roca calcària dels esculls de coral ofegats en sediments argilosos.